# Szot (czołg)
Szot (hebr. שוט, ang. Sho′t, pol. bicz) – izraelska nazwa zmodyfikowanych brytyjskich czołgów podstawowych Centurion Mk.3 i Mk.5, które Izrael otrzymał od Wielkiej Brytanii pod koniec lat 50. XX wieku. Pierwsze sztuki Centurionów Mk.3, które nie zostały poddane modernizacji, otrzymały nazwę Szot Meteor – od oryginalnego silnika Rolls-Royce Meteor. Nowszą wersją, z większą liczbą modyfikacji, był Szot Kal Alef (wraz z kolejnymi jego wersjami Bet, Gimel i Dalet). Czołgi te służyły podczas wojny sześciodniowej (1967), wojny na wyczerpanie (1967–1970), wojny Jom Kipur (1973), czy pierwszej wojny w Libanie (1982–1985). Pod koniec lat 80. XX wieku zaczęto je wycofywać ze służby, a ostateczne wycofanie nastąpiło w 2002 roku. Część czołgów Szot posłużyła armii do stworzenia pojazdu inżynieryjnego Puma oraz ciężkich transporterów opancerzonych piechoty Nakpadon, Nagmaszot i Nagmachon. Izrael był drugim, po armii brytyjskiej, użytkownikiem czołgów Centurion na świecie, ponieważ Siły Obronne Izraela posiadały od 1000 do 1100 sztuk wszystkich wyprodukowanych Centurionów (4423 sztuki).

## Historia

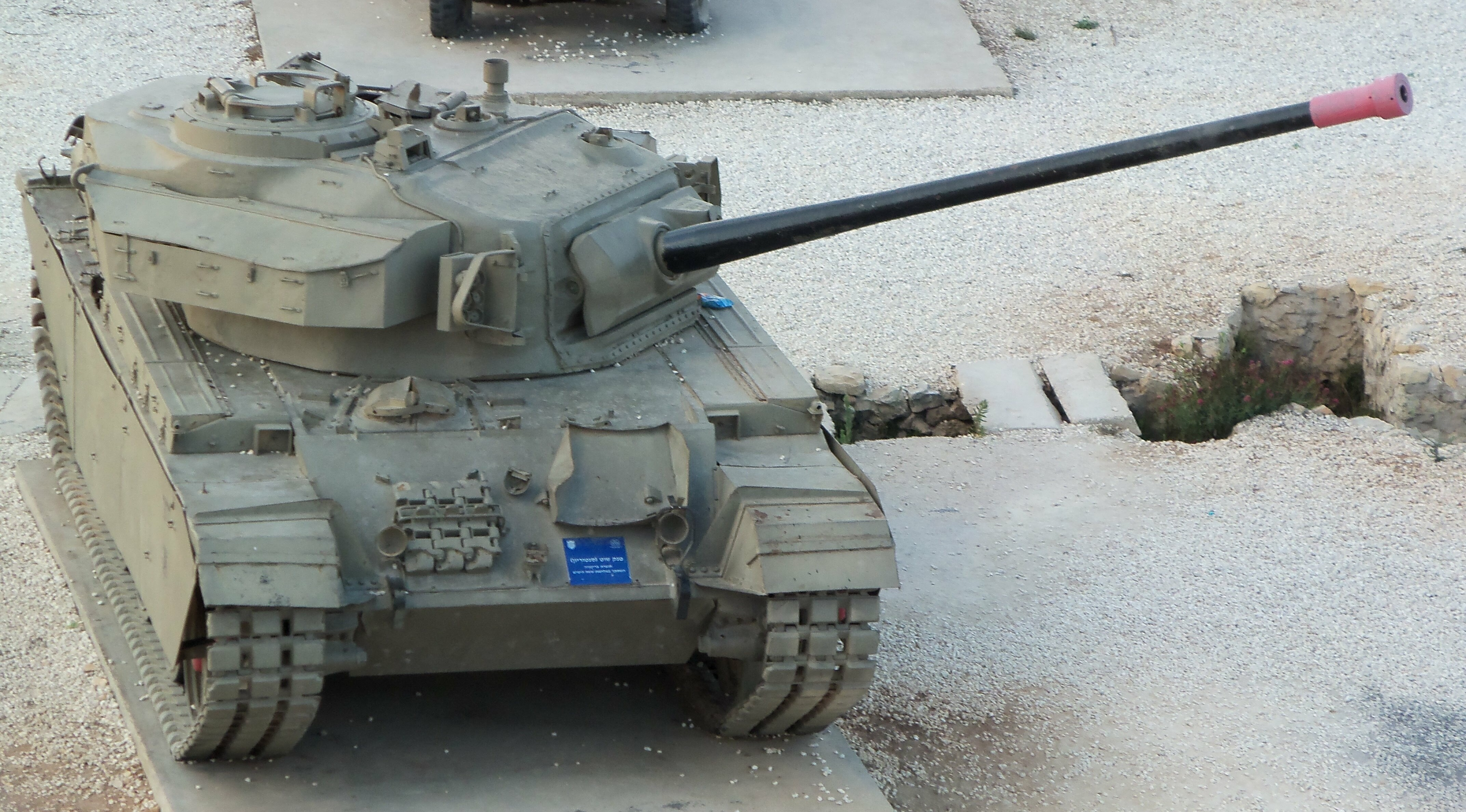
Centurion Mk.3 (Szot Meteor) w Har Adar z armatą 20-funtową

W latach 50. XX wieku izraelska armia zaczęła szukać czołgów, które zastąpiłyby przestarzałe jak na tamte czasy i zbyt lekko opancerzone amerykańskie Shermany czy francuskie AMX-y. Kryzys sueski w 1956 roku oraz doświadczenia z niego wyciągnięte zwiększyły zainteresowanie Izraelczyków mobilnymi formacjami pancernymi na szczeblu dywizyjnym. Dostrzegli oni wówczas, na przykładzie francuskim i brytyjskim, potencjał kooperacji jednostek pancernych z piechotą zmechanizowaną. Do tej pory izraelscy wojskowi stawiali na samodzielne wykorzystywanie dużych formacji pancernych bez wsparcia jednostek piechoty zmotoryzowanej. Chłodne w tamtych czasach relacje Izraela ze Stanami Zjednoczonymi sprawiły, że armia izraelska pod koniec lat 50. XX wieku zwróciła się do Wielkiej Brytanii z prośbą o sprzedaż używanych czołgów Centurion Mk.3 i Mk.5.
Pierwsze pojazdy tego typu Izrael odebrał pod koniec lat 50. XX wieku, jednak czołgiści i mechanicy nie wyrażali początkowo pozytywnych opinii na ich temat. Krytykowali awaryjność, która była większa niż w używanym dotychczas sprzęcie, w szczególności w terenie pustynnym. Ponadto Centuriony były bardziej skomplikowane technicznie, co stanowiło wyzwanie dla izraelskich załóg, dotychczas mających do czynienia z łatwiejszymi w obsłudze pojazdami. Należy zaznaczyć jednak, że Centuriony były pierwszymi czołgami z pełną stabilizacją działa. Sytuacja zmieniła się w momencie, kiedy dowódcą izraelskiego Korpusu Pancernego został generał Jisra′el Tal w 1964 roku. Postanowił on ulepszyć sposób dowodzenia siłami pancernymi oraz ich organizację. Zmieniono również sposób szkolenia czołgistów. Program szkoleń obejmował przede wszystkim strzelanie do celów oddalonych o 2 km i więcej. Rozpoczęto także proces modernizacji. Pierwszy Szot – nazwany Meteor od silnika Rolls-Royce Meteor – otrzymał lepszy system gaśniczy, instalację elektryczną, wymieniono hamulce oraz powiększono pojemność baków. Izraelczycy zaczęli wymieniać także armatę na L7 kalibru 105 mm (znaną w Izraelu pod nazwą Szarir), co zwiększało siłę ognia czołgu. Zachowano tylko oryginalny silnik benzynowy Rolls-Royce Meteor Mk.4B o mocy 650 KM. Przed wybuchem wojny sześciodniowej Siły Obronne Izraela posiadały 400 czołgów Szot, które wówczas razem z Magachami stanowiły główną siłę uderzeniową.

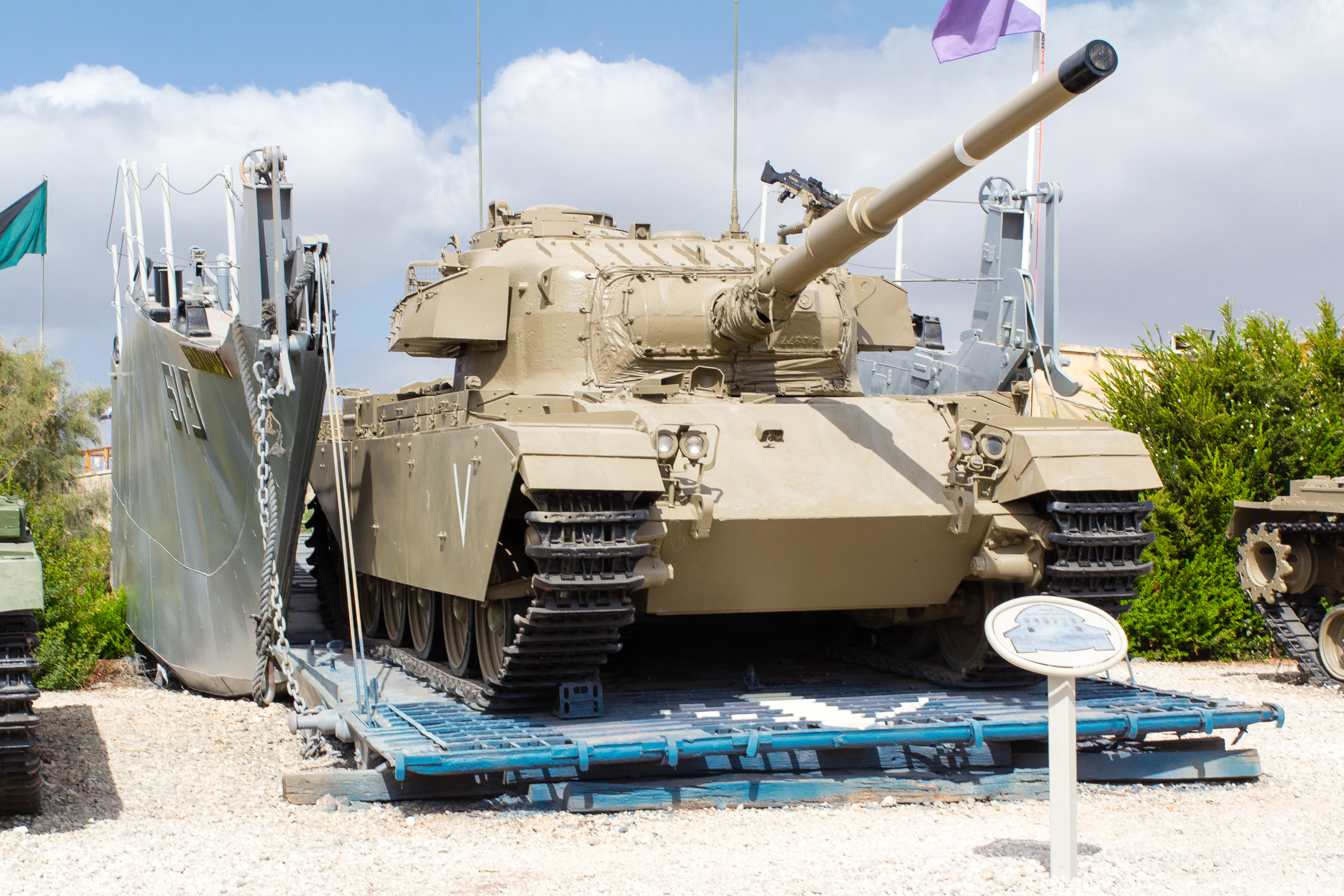
Szot Kal z armatą L7 kal. 105 mm

Mimo że czołgiści pozytywnie ocenili pancerz, to zwrócono uwagę na małą prędkość czołgu i słabą moc silnika. Jego wady były szczególnie zauważalna podczas ofensywy na pustyni Negew. Ponadto problemem była mała pojemność baków wynosząca ok. 460 litrów. Postanowiono wymienić silnik Meteor na silnik Diesla Teledyne Continental AVDS-1790-2A o mocy 750 KM. Zmniejszyło to podatność silnika na pożary. Wymieniono skrzynię biegów Merritt-Brown Z51R na automatyczną skrzynię Alison CD-850-6, co znacznie ułatwiło proces szkolenia czołgistów. Ulepszono system hamowania i powiększono pojemność zbiorników paliwa. W 1970 roku, po trzech latach prac modernizacyjnych, do służby wszedł Szot Kal. Od razu został on przyjęty na stany jednostek pancernych i przekazany do służby na Wzgórzach Golan, a także na linii Bar-Lewa na Synaju. Wprowadzanie czołgów Szot Kal przyspieszyło zmiany w strukturze jednostek pancernych. Batalion pancerny składał się z trzech kompanii po trzy plutony, w skład których wchodziły po trzy czołgi.

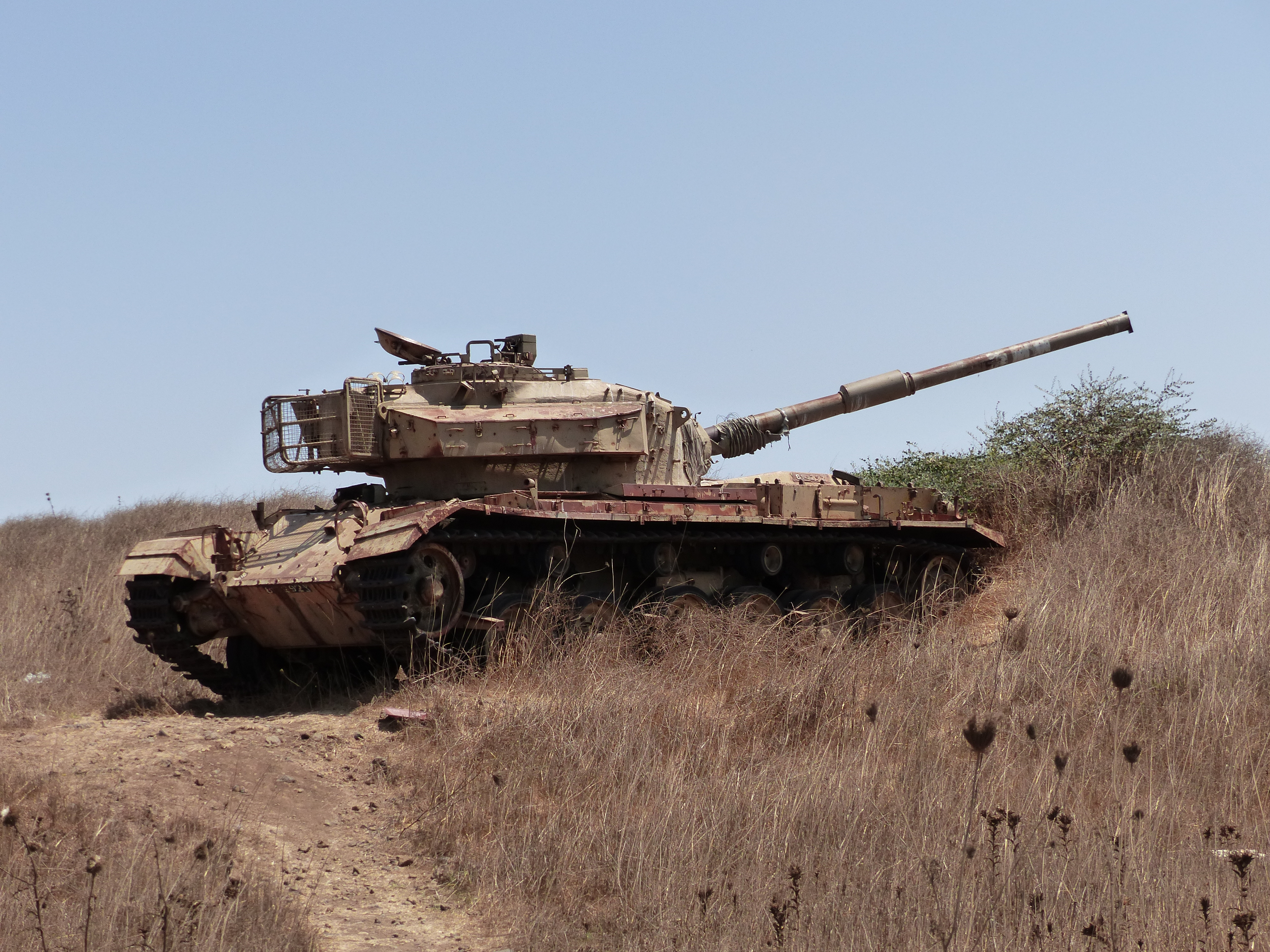
Szot Kal pozostawiony na Wzgórzach Golan

Przed wybuchem wojny Jom Kipur na Wzgórzach Golan Izrael posiadał 177 czołgów Kal. Uznano, że jego właściwości nadadzą się lepiej w skalistym i górzystym terenie niż pojazdów kołowych, a nawet Magachów. Wprowadzone w Centurionach modyfikacje oraz szkolenie strzeleckie sprawiły, że w starciach na dystans Szoty radziły sobie znacznie lepiej niż czołgi syryjskie. Świadczy o tym powstrzymanie prawie 500 syryjskich T-55 i T-62. W bliskich starciach syryjscy czołgiści mieli problemy z celowaniem. Radzieckie celowniki posiadały przybliżenie, jednak zbyt duża ilość podziałek, znaków celowniczych oraz ich nieczytelność sprawiały, że w bliskich starciach mieli oni ograniczone pole widzenia. Izraelskie celowniki były prostsze i ułatwiały celowanie. Mimo to, w bliskich starciach z piechotą wyposażoną w broń przeciwpancerną jednostki izraelskie ponosiły straty.

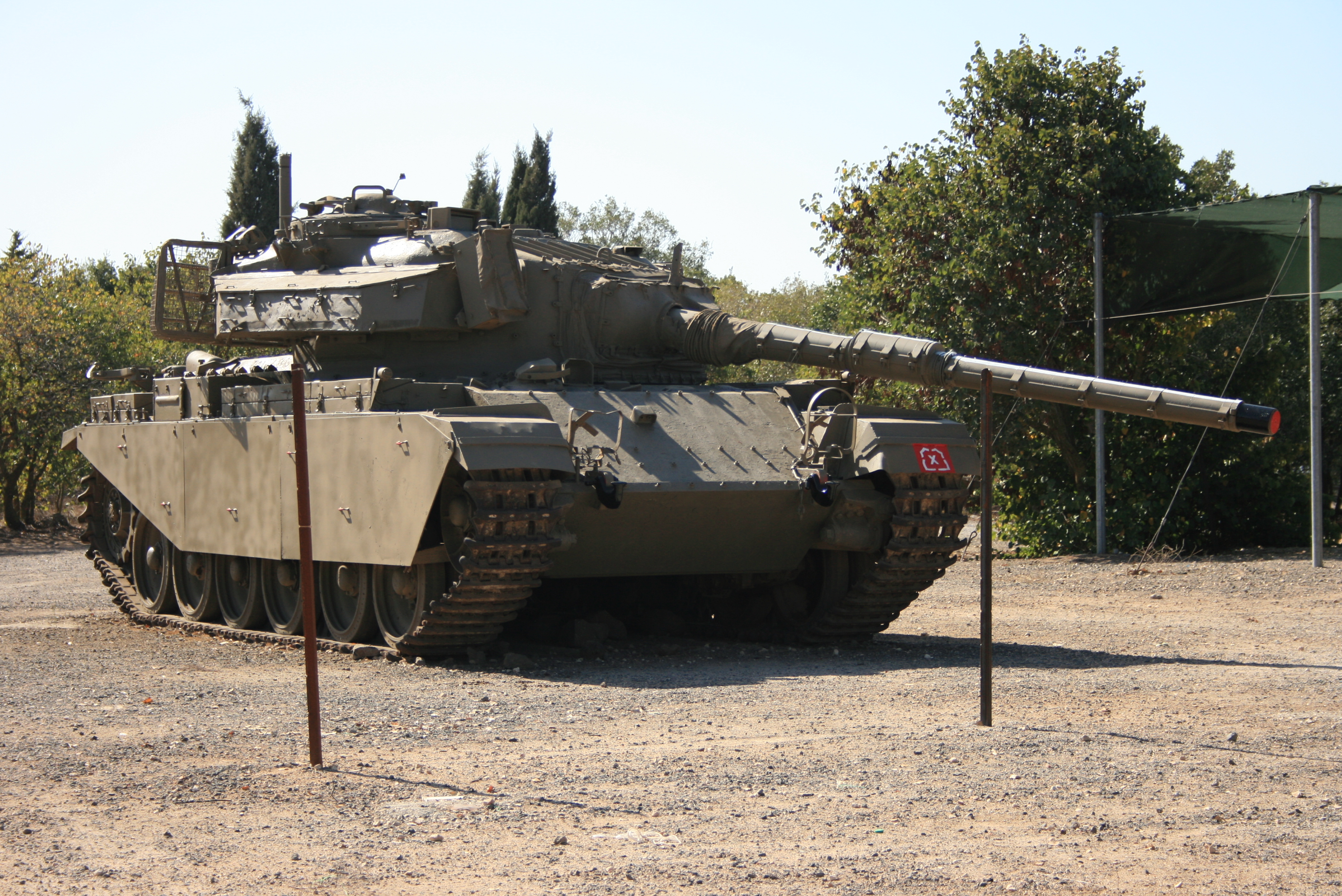
Szot Kal służący za pomnik 679 Brygady na Wzgórzach Golan. Na przednim pancerzu widoczne mocowania dla pancerza reaktywnego Blazer

Doświadczenia wojny Jom Kipur sprawiły, że Korpus Pancerny pojął prace nad zwiększeniem opancerzenia. Dodano nowe płaty pancerza, a także rozpoczęto dostosowywać Szoty do zamontowania pancerza reaktywnego Blazer w celu ochrony przed ppk Malutka czy ręcznym granatnikiem przeciwpancernym, które były na wyposażeniu armii państw arabskich. Zmodernizowano system kierowania ogniem, zamontowano osłony wyrzutni granatów dymnych i laserowy dalmierz.
W momencie kiedy do służby zaczęły wchodzić pierwsze Merkawy, czołgi Szot Kal zaczęto wycofywać z jednostek liniowych. Cześć najbardziej przestarzałych pojazdów zaczęto przekształcać w gąsienicowe transportery opancerzone. Było to podyktowane stratą licznych transporterów M-113 podczas wojny w Libanie. Chciano także zapewnić zaplecze dla Korpusu Inżynieryjnego, który otrzymał opancerzone pojazdy inżynieryjne z pancerzem Blazer.

## Konstrukcja i opis wersji
Czołgi Centurion Mk.3 i Mk.5 występowały w Izraelu w poniższych wersjach:
- Szot Meteor – pierwsze otrzymane egzemplarze Centurionów. Miały one 20-funtowe działa oraz silnik benzynowy Rolls-Royce Meteor. Z czasem w celu zwiększenia siły ognia Meteora zamontowano armatę L7 kal. 105 mm[1][7],
- Szot Kal Alef (A) – wprowadzony do służby w 1970 roku Szot z wymienionym i mocniejszym silnikiem Teledyne Continental AVDS-1790-2A o mocy 750 KM i automatyczną skrzynią biegów. Zmodernizowano stabilizację, przyrządy celownicze oraz zwiększono pojemność baków[1][19],
- Szot Kal Bet (B) i Gimel (C) – w związku z rosnącym zagrożeniem ze strony przeciwpancernych pocisków kierowanych i granatników przeciwpancernych w tych wersjach ulepszono opancerzenie czołgów. Dodano płyty pancerza i zaczęto montować pancerz reaktywny Blazer[1], Szot Kal z widocznymi mocowaniami na pancerz reaktywny Blazer na przodzie kadłuba i wieży.

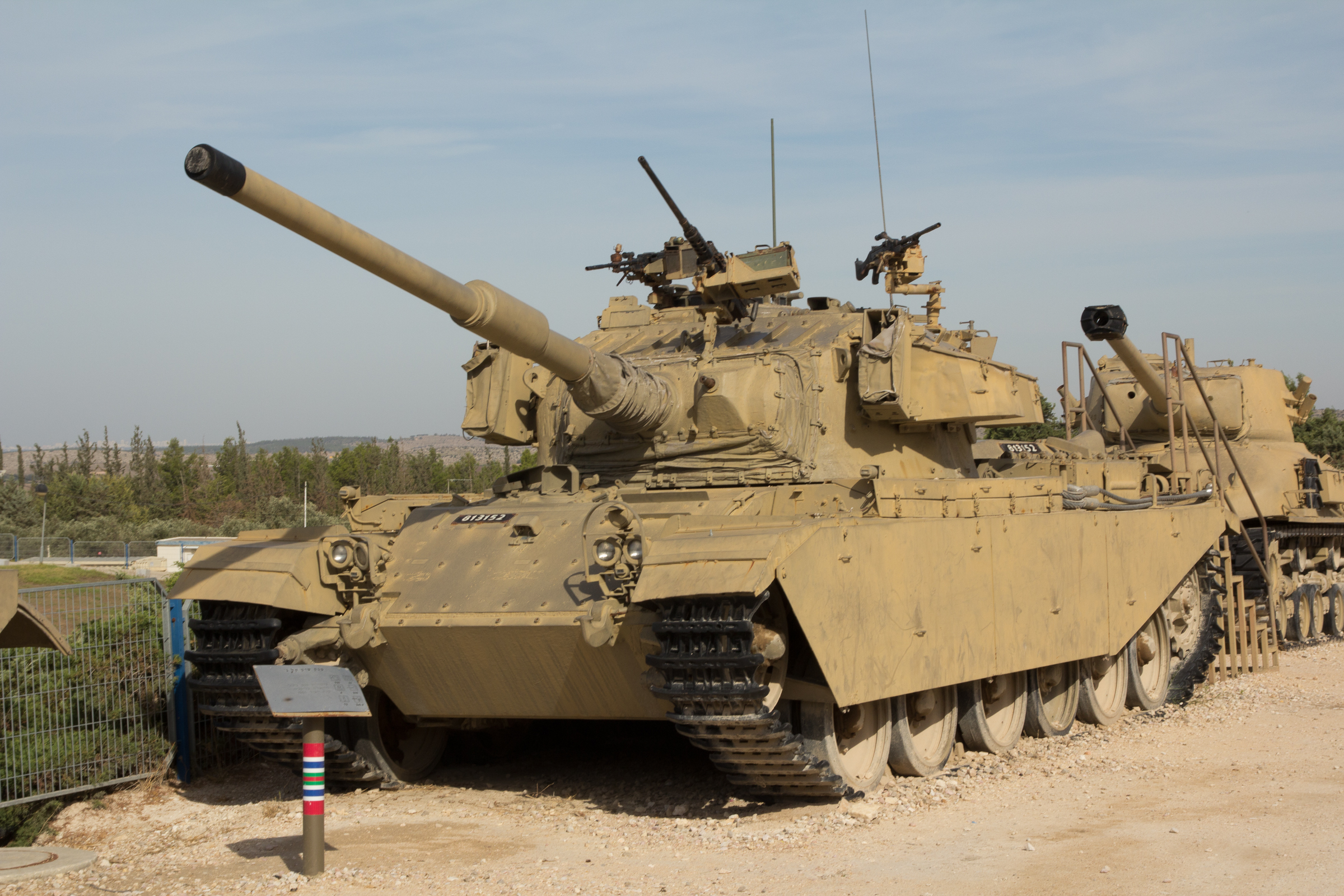
Szot Kal z widocznymi mocowaniami na pancerz reaktywny Blazer na przodzie kadłuba i wieży.

- Szot Kal Dalet (D) – w tej wersji Szota zamontowano nowy rękaw termiczny na armacie oraz wprowadzono laserowy dalmierz[1].

|                | Centurion Mk.5 (w Izraelu jako Szot Meteor)                                              | Szot Kal |
| -------------- | ---------------------------------------------------------------------------------------- | --- |
| załoga         | 4 osoby                                                                                  | 4 osoby |
| długość        | 9,75 m                                                                                   | 9,8 m |
| szerokość      | 3,35 m                                                                                   | 3,39 m |
| wysokość       | 3,01 m                                                                                   | 2,94 m |
| Opancerzenie   |                                                                                          | |
| wieża (przód)  | 118 mm                                                                                   | 152 mm |
| kadłub (przód) | 76 mm                                                                                    | 76 mm |
| kadłub (boki)  | 51 mm                                                                                    | 51 mm |
| silnik         | silnik benzynowy Rolls-Royce Meteor Mk.4B o mocy 650 KM                                  | silnik Diesla Continental AVDS-1790 2A o mocy 750 KM                                                              |
| waga           | 49 ton                                                                                   | 52,8 tony (z pancerzem Blazer)                                                                                    |
| prędkość       | 34 km/h                                                                                  | 43 km/h |
| zasięg         | b.d.                                                                                     | 400 km |
| uzbrojenie     | - armata QF 20-funtowa Tk Mk. I (kal. 84 mm), - karabin maszynowy Browning kal. 7,62 mm. | - armata Royal Ordnance L7 kal. 105 mm, - 3x karabin maszynowy kal. 7,62 mm, - 1x karabin maszynowy kal. 12,7 mm. |

## Wykorzystanie bojowe

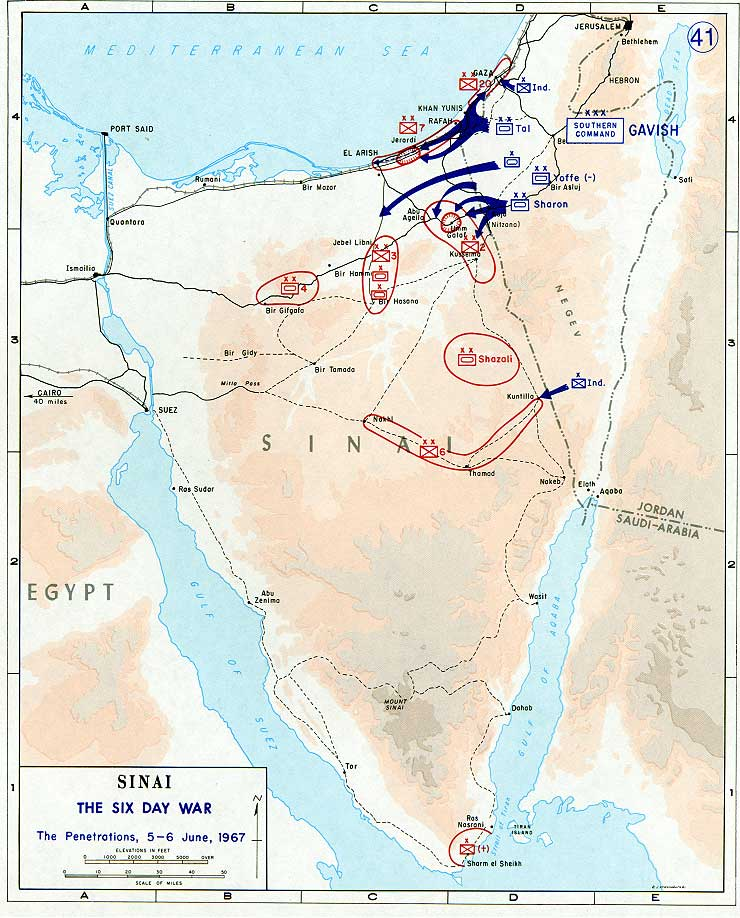
Plan ofensywy synajskiej na dni 5 i 6 czerwca 1967 roku. Dywizja Tala atakowała pas nadmorski, Dywizja Joffego miała zabezpieczać uderzenie Tala, z kolei Szaron miał uderzyć w kierunku skrzyżowania Abu Ageila

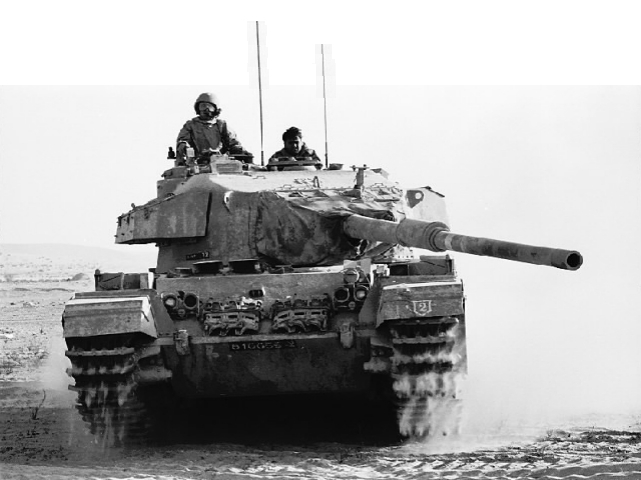
Izraelski Szot na Półwyspie Synaj

### Wojna sześciodniowa (1967)
Przed wybuchem wojny czołgi Szot znajdowały się na wyposażeniu jednostek stacjonujących na Synaju: 7 Brygady Pancernej pułkownika Szmu′ela Gonena w 79 Batalionie Pancernym majora Ehuda Elada (w składzie 84 Dywizji Pancernej dowodzonej przez generała Tala), dwóch brygad pancernych w ramach 31 Dywizji Pancernej generała Awrahama Joffego oraz w brygadzie pancernej wchodzącej w skład 319 Dywizji Pancernej generała Ariela Szarona. Izraelskie Centuriony były w pierwszej linii natarcia na siły egipskie na Synaju. Wzięły one udział w ataku 84 Dywizji Pancernej generała Tala przez Chan Junis, przejście graniczne w Rafie aż do Al-Arisz (ok. 48 km bez postoju). 31 Dywizja Pancerna Joffego, również dysponująca Szotami, zapobiegła za to dotarciu posiłków do Al Arisz. W trakcie obu natarć Centuriony zniszczyły 22 czołgi T-34-85, 15 IS-3 oraz jednego SU-100. W nocy z 5 na 6 czerwca doszło do odparcia egipskiego ataku na Al Arisz od południa, w Jebel Libni. Za pomocą reflektorów oświetlono izraelskim czołgistom egipskie pojazdy. W trakcie ostrzału zniszczono 28 sztuk T-54. Resztki sił egipskich wycofały się, mimo iż ich czołgi posiadały sprzęt noktowizyjny. 6 czerwca doszło do bitwy o drogę do Ismailii, która znajduje się na zachodnim brzegu Kanału Sueskiego. Wieczorem tego dnia, doszło do starcia z siłami egipskimi, które wyruszyły z miasta w celu powstrzymania izraelskiego natarcia jeszcze na wschodnim brzegu. Czołgi AMX-13 7 Brygady Pancernej Gonena zostały zmuszone do odwrotu, jednak Szoty z 82 Brygady Pancernej po dotarciu na miejsce walk przeszły do kontrataku. Na jego skutek 10 egipskich T-54 zostało zniszczonych, a reszta wycofała się. Pod koniec 6 czerwca pojawiły się pierwsze problemy z Szotami, a mianowicie z pojemnością baków. Część czołgów Dywizji Joffego nacierająca w kierunku Przełęczy Mitla została pozostawiona lub postanowiono je holować w jej okolice, aby później okopać je i użyć ich jako pułapek na wycofujących się w kierunku Kanału Sueskiego Egipcjan. Po kampanii synajskiej izraelscy wojskowi przyznali, że modyfikacje w Szotach przyniosły zamierzony skutek, jednak należy prowadzić dalsze prace w celu udoskonalenia czołgu. Pułkownik Jisaschar Szadmi przyznał, że Siły Obronne Izraela mogły w praktyce przekonać się o przewadze nad czołgami radzieckiej konstrukcji. Czołgi Szot były także częścią 10 Brygady Pancernej Harel (część z nich miała oryginalne 20-funtowe armaty). Brały one udział w walkach na północ i północny wschód od Jerozolimy na linii Betlejem-Ramallah.

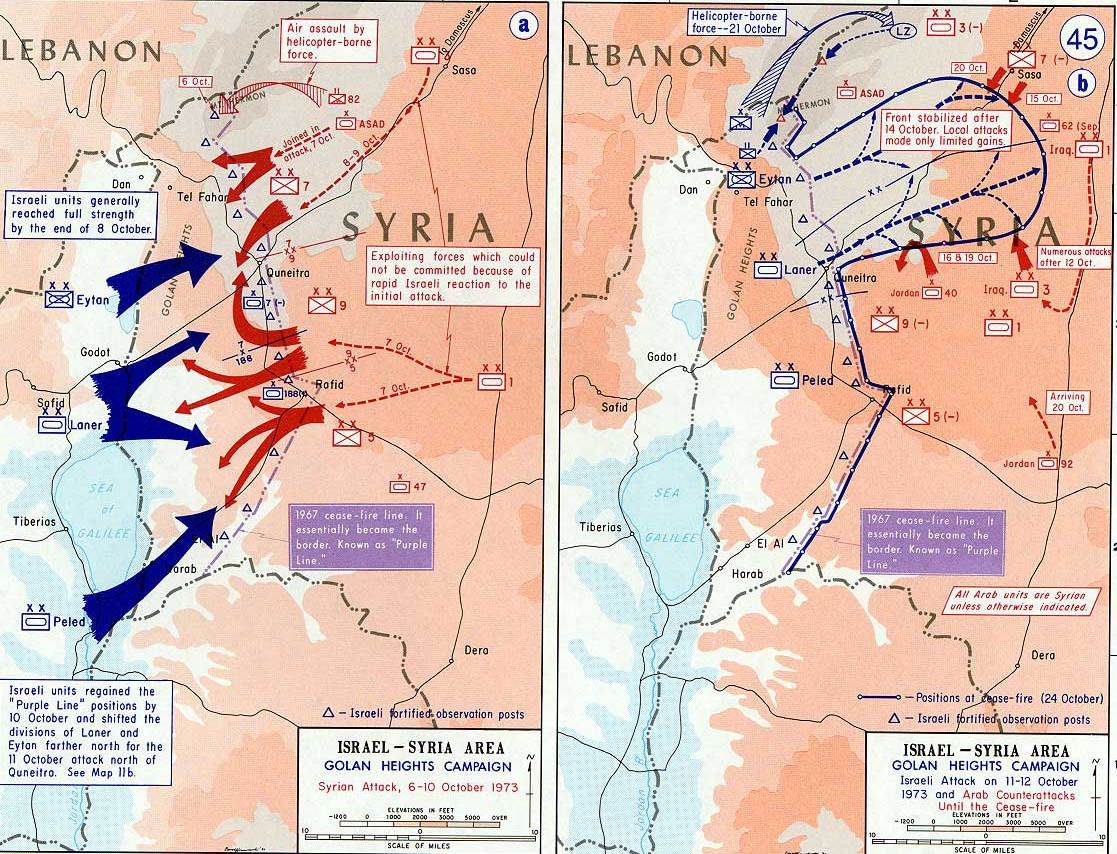
Działania zbrojne na obszarze Wzgórz Golan podczas wojny Jom Kipur

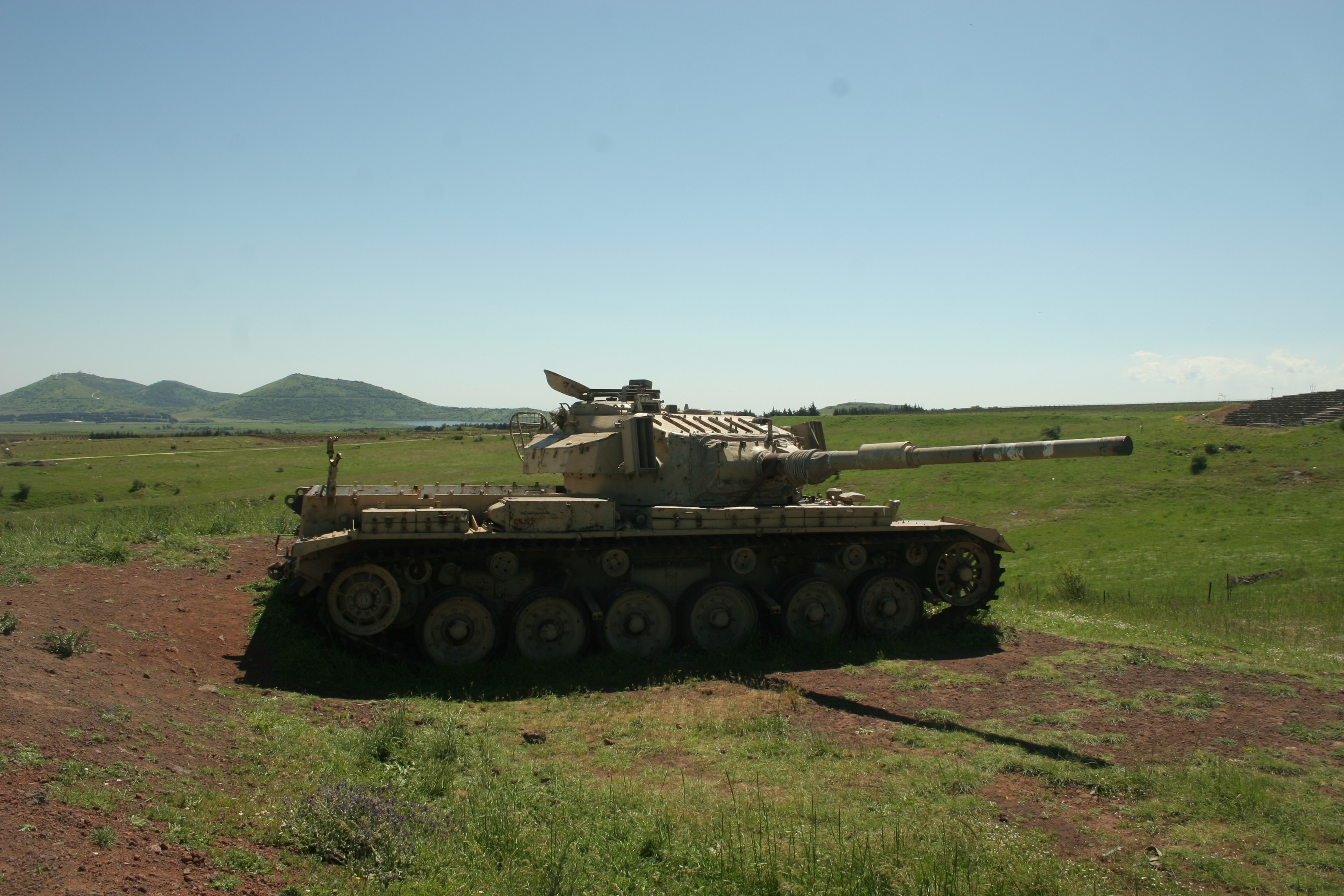
Izraelski Szot w „Dolinie Łez” na Wzgórzach Golan

### Wojna Jom Kipur (1973)
W momencie rozpoczęcia wojny Jom Kipur czołgi Szot Kal były używane przez 7 Brygadę Pancerną (3 bataliony Szotów Kal) i 188 Brygadę Pancerną Barak (69 Szotów Kal), które wówczas stacjonowały na Wzgórzach Golan. Z kolei Syryjczycy dysponowali czołgami T-54, T-55 i T-62. Razem w pierwszej i drugiej linii było około 1300 czołgów. Izraelska obrona opierała się na umocnionych punktach obserwacyjnych z rampami strzeleckimi dla czołgów wzdłuż linii przerwania ognia z 1967 roku. Od pierwszego dnia syryjskiego ataku (6 października) izraelskie Szoty były zaangażowane w długie i ciężkie walki. Armia syryjska atakowała falami, przy wsparciu ostrzału artyleryjskiego. Duża liczba pojazdów znajdujących się w natarciu sprawiła, że Izraelczykom bardzo szybko zaczęło brakować amunicji, między innymi poprzez zły dobór celów. Tym razem przyrządy ułatwiające celowanie w nocy w radzieckich czołgach zostały w pełni wykorzystane przez Syryjczyków, co ułatwiło im prowadzenie działań po zmierzchu. Izraelscy czołgiści mogli polegać tylko na refleksach świetlnych łun pożarów, które rozświetlały pole bitwy i jadące czołgi. Na południe od Al-Kunajtiry (Kuneitra) Szoty Brygady Barak musiały wycofać się z umocnionych pozycji i przygotować zasadzki pośród wadi i formacji skalnych, gdzie narażone były jednak na ataki piechoty syryjskiej z granatnikami przeciwpancernymi. 7 października 7 Brygada Pancerna posiadała 7 w pełni sprawnych Szotów, z kolei 8 października 188 Brygada Barak nie posiadała dowódcy, a wszyscy zastępcy również zginęli. Po dwóch dniach walk od rozpoczęcia wojny Syryjczycy wstrzymali natarcie i w obawie przed zasadzką rozpoczęli wycofywać swoje wojska.
Wojna Jom Kipur potwierdziła, że czołgi Szot reprezentowały skuteczną wartość bojową. Mimo dużych strat pozytywnie oceniono siłę ognia i celność armaty L7 na odległość 1500 metrów. 80% zniszczonych syryjskich czołgów zostało wyeliminowanych właśnie z armaty kalibru 105 mm, co potwierdziło jej skuteczność. Problemem okazał się pancerz wieży, a także mała liczba pocisków możliwych do zmagazynowania wewnątrz czołgu. Statystyki Sił Obronnych Izraela podały, że w trakcie całej wojny na Wzgórzach Golan pojawiło się 680 Szotów, z czego 2/3 nie było jeszcze w pełni zmodernizowanych zgodnie z założeniami dowództwa. W ciągu pierwszych dni działań zbrojnych 200 Szotów zostało trafionych przynajmniej 1,5 raza i dalej posiadało możliwości operacyjne. 250 Szotów i Magachów zostało wyeliminowanych w trakcie starć, ale 150 z nich udało się przywrócić do służby. 7 Brygada Pancerna zniszczyła 260 czołgów T-54, T-55 i T-62.

## Upamiętnienie
W ramach serii upamiętniającej izraelską broń pancerną Israel Coins and Medals Corporation wyemitowała w 2003 roku srebrne i miedziane medale z Szotem Kalem.

## Uwaga
1. ↑  Zobacz awers i rewers medalu.